# ماتيوس سالوستيانو
ماتيوس سالوستيانو هو لاعب كرة قدم برازيلي في مركز الدفاع، ولد في 19 أبريل 1993 في بندامونهانغابا في البرازيل. لعب مع بوتافوغو ريغاتاس.

## وصلات خارجية
- ماتيوس سالوستيانو على موقع قاعدة بيانات كرة القدم.إي يو (الإنجليزية)
- ماتيوس سالوستيانو على موقع Soccerway.com (الإنجليزية)